# سكايلر ديجينس
سكايلر ديجينس (بالإنجليزية: Skylar Diggins)‏ مواليد 2 أغسطس 1990 في ساوث بند، هي لاعبة كرة سلة أمريكية. بدأت مسيرتها الاحترافية في سنة 2013. تم اختيارها من قبل فريق تلسا شوك خلال الدرافت. تلعب مع دالاس وينغز في دوري الاتحاد الوطني لكرة السلة النسائية كلاعب هجوم خلفي. وتحمل الرقم 4. يبلغ طولها 5 قدم 9 بوصة (1.8 م). شاركت مرتين في مباراة كل النجوم.

## روابط خارجية
- سكايلر ديجينس على موقع الاتحاد الدولي لكرة السلة (الإنجليزية)
- سكايلر ديجينس على موقع الاتحاد الوطني لكرة السلة النسائية (الإنجليزية)
- سكايلر ديجينس على موقع كرة السلة الأوروبية.كوم (الإنجليزية)
- سكايلر ديجينس على موقع كلية كرة السلة في سبورتس رفرنس.كوم (الإنجليزية)
- سكايلر ديجينس على موقع بروبوليرز (الإنجليزية)
- سكايلر ديجينس على موقع سبورتس رفرنس (الإنجليزية)
- سكايلر ديجينس على موقع سبورتس رفرنس (الإنجليزية)
- سكايلر ديجينس على موقع اللجنة الأولمبية الدولية (الإنجليزية)
- سكايلر ديجينس على موقع أوليمبيديا (الإنجليزية)